# София (Болотова)
Схимонахиня София (София Шамординская в миру София Михайловна Болотова; 16 (28) июня 1845, Санкт-Петербург — 24 января (5 февраля) 1888, Шамордино, Козельский уезд, Калужская губерния) — схимонахиня Русской православной церкви, первая настоятельница Казанской Амвросиевской женской пустыни в Шамордине (1884—1888). Прославлена в Соборе Тульских святых в 1987 году.
Правнучка А. Т. Болотова и сестра Д. М. Болотова.

## Молодые годы
Родилась в 1845 году, происходила из древнего дворянского рода, который ведёт своё начало от каширянина Ерёмы, сына Гаврилы Васильевича Горяина (начало XVII века). Выдающимся человеком стал Андрей Тимофеевич Болотов — энциклопедист и видный учёный XVIII века, автор интересных воспоминаний о своём времени. Отец, Михаил Павлович Болотов, окончил философско-юридический факультет Санкт-Петербургского императорского университета и был титулярным советником, попечителем хлебных запасных магазинов Богородицкого уезда Тульской губернии, участвовал в проектах освобождения крестьян. Мать — Александра Дмитриевна, занималась семьёй и воспитанием шестерых детей: сыновей — Дмитрия и Евгения и четверых дочерей — Софии, Марии, Елены и Варвары, которая умерла в детстве. Александра Дмитриевна была очень верующей женщиной, её дети получили и светское, и религиозное образование. Четверо из пятерых детей стали монахами; младшая дочь Елена была замужем за Михаилом Андреевичем Долинино-Иванским.
Брат Дмитрий Болотов стал известным человеком: он был пострижен в монахи с именем Даниил и получил известность как оптинский иконописец. Наиболее известными его работами стали портрет преподобного Амвросия Оптинского «Старец Амвросий на подушечках» и написанная по благословению старца икона «Спорительница хлебов».
В 1875 году в возрасте 30 лет София вышла замуж за бывшего студента медико-хирургической Академии дворянина Андрея Николаевича Янькова, венчание состоялось в Троице-Сергиевой Лавре 22 октября (3 ноября) 1875. Брак продлился немногим больше года, и Андрей Николаевич скоропостижно скончался, но 17 (29) января 1877 года (через три дня после похорон) у Софии Михайловны родилась дочь Надежда.

## Оптина пустынь
В течение трёх лет София жила в своём имении в Тульской губернии, сама вела хозяйство и много занималась благотворительностью. Она проводила много времени со своей дочерью и занималась с детьми-сиротами бедняков. В 1880 году она продала имение, чтобы переехать к отцу в Екатеринослав, но в Туле ей сообщили о его смерти. Узнав от соседей о старце Амвросии, она поехала к нему за духовным наставлением и указанием дальнейшей своей жизни.
Приехав в Оптину пустынь, она решила реализовать своё желание монашеской жизни и стала духовной дочерью старца Амвросия.
В качестве испытания старец велел ей выйти замуж за пожилого козельского помещика Николая Астафьева, что она и сделала. После венчания София Болотова с дочерью переехали в калужское имение мужа, которое находилось недалеко от Оптиной пустыни. София исполняла поручения старца Амвросия с большой ответственностью и любовью, и он говорил, что другой такой послушницы, как она, у него не было и не будет.
Николай Астафьев скончался 19 (31) мая 1884 года, он был уверен, что после его смерти София уйдёт в монастырь, пожертвовал в Шамордино колокол и завещал похоронить его в этом монастыре.
В сельце Шамордино, в имении умершей вдовы надворного советника Ключаревой в соответствии с Определением Святейшего синода от 13—20 июня 1884 года № 1216 была создана женская община.
После этого София препоручила девятилетнюю дочь Надежду её крестной матери и подала прошение епископу Калужскому и Боровскому Владимиру (Никольскому) о поступлении в Шамординскую общину: «Имея давно стремление к монашеской жизни, а теперь овдовевши, решаюсь исполнить заветное мое желание и прошу Ваше Преосвященство позволить мне поступить в число сестер новой Казанской общины Перемышльского уезда и переселиться туда на жительство, на что и ожидаю Вашего Милостивого Архипастырского решения…»

## Шамордино
13 августа 1884 года настоятель Оптиной пустыни преподобный Исаакий и духовник Софии преподобный Амвросий Оптинский направили епископу Калужскому и Боровскому Владимиру представление к утверждению матушки Софии настоятельницей строящейся общины, приложив к этому рекомендательное письмо. 4 сентября 1884 года София была пострижена в монахини Амвросием Оптинским, позже он постриг её в мантию с сохранением имени София.
Позже эта община была преобразована в Шамординскую обитель, днём создания которого считается 14 октября 1884 года, когда была освящена первая церковь, устроенная трудами оптинского старца Амвросия.
Сохранилось описание монахини Софии в годы становления монастыря:
Но не такова была начальница Шамординской обители, — мать София, чтоб смутиться и пасть духом пред этими затруднениями <…>. Представительной наружности, с твердым характером, пламенной верой в Бога и глубокой покорностью к старцу, она все могла перенести во славу Божию и на пользу вверенной ей обители…
София пробыла в чине игуменьи четыре года, при ней монастырь был создан и обустроен. Она скончалась в 1888 году, оставив после себя хорошо налаженную общину, в которой было 250 насельниц. При ней создан проект каменного храма и проведена его разбивка. Следующей игуменьей монастыря стала монахиня Евфросиния (Розова).
Ещё при жизни Амвросий Оптинский сказал, что «…Мать София свята!». Молитвенная память о схимонахине Софии сохранилась, православные продолжают почитать её как молитвенницу и заступницу. В 1987 году она была прославлена при установлении Собора Тульских святых в лике местночтимых святых Тульской епархии, как София Шамординская.